# 鱼塘街道
鱼塘街道，是中华人民共和国四川省泸州市龙马潭区下辖的一个乡镇级行政单位。

## 行政区划
鱼塘街道下辖以下地区：
石堡湾社区、枣林园社区、民权社区、鱼塘村、瓦房村、王庄村、民主村和望山坪村。